# Hozoin-ryu
Hozoin-ryu (em japonês:  宝蔵院流, Hōzōin-ryū) é uma escola tradicional das artes marciais japonesas, ou kobudo, a qual dá ênfase no masueio da lança (yari), sendo, pois, uma escola de sojutsu. Foi fundada por Inei Hozoin, um monge budista aficcionado por artes marciais, por volta do ano 1560. Ainda hodiernamente os monges praticam o combate com lanças.